# Coppa della Pace
De Coppa della Pace is een Italiaanse wielerwedstrijd die jaarlijks wordt verreden in de provincie Rimini (Emilia-Romagna).
De eerste editie in 1971 werd gewonnen door de Italiaan Davide Ruscelli. Tot 2004 was het een amateurwedstrijd, maar sinds 2005 maakt de koers onderdeel uit van de UCI Europe Tour met een classificatie van 1.2.
Tijdens de editie van 2016 kwam de Zuid-Afrikaanse wielrenner Keagan Girdlestone hard ten val, waarbij hij naar het ziekenhuis moest worden afgevoerd. De organisatie besloot om de verdere race af te gelasten. Girdlestone zou uiteindelijk herstellen van zijn verwondingen.
Sinds 2019 is de wedstrijd alleen nog toegankelijk voor renners onder de 23 jaar. Enkele jaren later in 2021 won de Nederlander Daan Hoole, voor zijn ploeggenoot Stan Van Tricht. Destijds waren beiden nog actief bij SEG Racing Academy.
Bekende winnaars van de koers zijn onder meer Paolo Savoldelli, Riccardo Riccò, Vasil Kiryjenka en Ben Swift.

## Lijst van winnaars

### Meervoudige winnaars
| Overwinningen | Renner       | Jaren      |
| ------------- | ------------ | ---------- |
| 2             | Davide Carli | 1986, 1987 |

### Overwinningen per land
| Overwinningen | Land                                                                                           |
| ------------- | ---------------------------------------------------------------------------------------------- |
| 39            | Italië                                                                                         |
| 5             | Rusland                                                                                        |
| 1             | Australië, Duitsland, Kazachstan, Nederland, Polen, Slovenië, Verenigd Koninkrijk, Wit-Rusland |

2005 · 
2006 · 
2007 · 
2008 · 
2009 · 
2010 · 
2011 · 
2012 · 
2013 · 
2014 · 
2015 · 
2016 · 
2017 ·
2018 ·
2019 ·
2020 ·
2021 ·
2022 ·
2023 ·
2024 ·
2025
Belangrijkste etappewedstrijden

Internationaal Wegcriterium · Driedaagse Brugge-De Panne · Ronde van de Alpen · Vierdaagse van Duinkerke · Ronde van Beieren · Ronde van Noorwegen · Ronde van België · Ronde van Luxemburg · Ronde van Oostenrijk · Ronde van Wallonië · Ronde van Burgos · Ronde van Denemarken · Arctic Race of Norway · Ronde van Groot-Brittannië
Belangrijkste eendaagse wedstrijden

Trofeo Laigueglia · GP Lugano · GP Nobili Rubinetterie · Dwars door Vlaanderen · Scheldeprijs · Brabantse Pijl · GP Kanton Aargau · Brussels Cycling Classic · GP Fourmies · Primus Classic Impanis-Van Petegem · Ronde van de Drie Valleien · Milaan-Turijn · Ronde van Piemonte · Ronde van het Münsterland · Ronde van Emilia · Parijs-Tours · GP Bruno Beghelli